# رهیاب بی‌سیم
رهیاب بی‌سیم یا روتر بی‌سیم یا مسیریاب بی‌سیم(به انگلیسی: Wireless router)، وسیله‌ای است که کارکردهای یک رهیاب، یک نقطه دسترسی بی‌سیم و یک سوییچ شبکه را همزمان دارا است. این وسیله، وسیله‌ای رایج برای دستیابی به اینترنت یا شبکهٔ کامپیوتری بدون نیاز به کابل‌کشی است. این وسیله در شبکه‌های محلی، شبکه‌های محلی بی‌سیم، یا ترکیبی از شبکه‌های باسیم و بی‌سیم، کاربرد دارد. بیشتر رهیاب‌های بی‌سیم امروزی دارای ویژگی‌های زیر هستند:
- پورت‌های شبکه محلی که به مانند پورت‌های سوییچ شبکه عمل می‌کنند.
- یک پورت شبکه گسترده برای اتصال به شبکهٔ گسترده که معمولاً دارای دسترسی اینترنت است و مقاصد خارجی از راه این پورت در دسترس خواهند بود و اگر استفاده نشود بسیاری از کارکردهای روتر کنار گذاشته می‌شود.
- یک آنتن بی‌سیم که پذیرای اتصال از دیگر دستگاه‌های بی‌سیم مانند کارت شبکه، تکرارگر بی‌سیم، نقاط دسترسی بی‌سیم و پل‌های بی‌سیم (به انگلیسی: wireless bridges) خواهد بود.

برخی از گونه‌های رهیاب بی‌سیم، افزون بر موارد بالا، یک مودم دی‌اس‌ال یا کابلی را نیز به همراه دارند.